# Samsu-ditana
Šamšu-ditana (también Shamshu-ditana), fue el undécimo y último rey (1625 a. C. - 1595 a. C.) (cronología media) de la Primera dinastía de Babilonia (amorrea).
Su reinado figura en la Crónica de los reyes antiguos y en diferentes Listas reales babilónicas. Sin embargo, no nos ha llegado ninguna inscripción de su reinado. Gobernó durante una época confusa, dominada por la crisis económica y social en todo el reino. Parece que perdió el trono y la vida ante el inopinado ataque de los hititas comandados por su rey Mursili I, que hicieron una incursión en Babilonia y la destruyeron (sin embargo no la conquistaron).
Poco después entraría en Babilonia la dinastía casita, aunque la escasez de fuentes hace que la adquisición del trono por parte de dicho pueblo sea muy confusa.
| Predecesor: Ammi-Saduqa | Rey de Babilonia 1625-1595 a. C. | Sucesor: - |